# Liste des évêques et archevêques de Toulouse
Pour un article plus général, voir Archidiocèse de Toulouse.

Carte du diocèse de Toulouse en 1781.

Cet article présente une liste des évêques et archevêques de Toulouse.

## Évêques
Attention les dates doivent être vérifiées et corrigées à partir de l'article de P. Cabau cité en Sources.
- Saturnin de Toulouse (saint), (?–v. 257)
- Rhodane (Rhodanius)[1], (350–358)
- Saint Hilaire, (358–360)
- Sylve de Toulouse (saint), (360–400)
- Exupère de Toulouse (saint), (400–415)
- Héraclius (?–506)
- Magnulphe (?–585)
- Wilegisile (?–625)
- Érembert de Toulouse (saint), (?–657)
- Germier de Toulouse (saint), (?–691)
- Arricius (?–785)
- Mancion (?–798)
- Samuel (?–843)
- Salomon (?–857)
- Helisachar (?–861)
- Bernard (883–890)
- Armandus (903–925)
- Hugues I (926–972)
- Atton (973–974)
- Isolus (974–986)
- Attus (990–1000)
- Raymond (1004–1010)
- Pierre Roger (1018–1031)
- Arnaud (1031–1035)
- Bernard (1035–1040)
- Hugues II (1041–1044)
- Arnaud (1045–1059)
- Durand de Bredon (1059–1070)
- Isarn de Lavaur (Isamus, Isarius, Isarnus) (1071–1105)
- Amelius Raymond du Puy (1105–1139)
- Raymond de Lautrec (1140–1163)
- Bernard Bonhomme (1163–1164)
- Gérard de Labarthe (1164–1170)
- Hugues III (1170–1175)
- Bertrand de Villemur (1175–1178)
- Gausselin (1178–1178)
- Fulcrand de Toulouse (1179–1200)
- Raymond de Rabastens (1203–1206)
- Folquet de Marseille (1206–1231)
- Raymond du Fauga (1232–1270)
- Bertrand de l'Isle-Jourdain (1270–1286)
- Hugues Mascaron (1286–1296)
- Louis d'Anjou (1296–1297)
- Arnaud-Roger de Comminges (1297–1298)
- Pierre de La Chapelle-Taillefert (1298–1305)
- Gaillard de Preyssac (1305–1317)

## Archevêques
- Jean-Raymond de Comminges 1318–1327
- Guillaume de Laudun 1327–1345
- Raymond de Canillac 1346–1350
- Étienne Aldebrand 1350–1361
- Geoffroi de Vayrols 1361–1376
- Jean de Cardaillac 1376–1390
- François de Conzié 1390–1391
- Pierre de Saint-Martial 1391–1401
- Vital de Castelmourou 1401–1410
- Dominique de Flourence 1410–1422
- Denis du Moulin 1423–1439
- Pierre du Moulin 1439–1451
- Bernard du Rosier 1452–1475
- Pierre du Lion 1475–1491
- Hector de Bourbon 1491–1502
- Jean d'Orléans-Longueville 1503–1533
- Gabriel de Gramont 1533–1534
- Odet de Coligny, 1534
- Antoine Sanguin de Meudon 1551–1559
- Robert de Lenoncourt 1560–1561
- Georges d'Armagnac 1562–1583
- Paul de Foix 1583–1584
- François de Joyeuse 1588–1614
- Louis de Nogaret de La Valette d'Épernon 1614–1628
- Charles de Montchal 1628–1651
- Pierre de Marca 1654–1662
- Charles-François d'Anglure de Bourlemont 1664–1669
- Pierre de Bonzi 1669–1673
- Joseph de Montpezat de Carbon 1675–1687
- Jean-Baptiste-Michel Colbert de Saint-Pouange 1693–1710
- René François de Beauvau du Rivau 1714–1721
- Henri de Nesmond 1722–1727
- Jean Louis de Berton des Balbes de Crillon 1727–1739
- Charles Antoine de La Roche-Aymon 1740–1753
- François de Crussol d'Uzès 1753–1758
- Arthur Richard Dillon 1758–1762
- Étienne-Charles de Loménie de Brienne 1763–1788
- François de Fontanges 1788-1801

## Concordat: archevêques de Toulouse
- Claude François Marie Primat 1802–1816
- François de Bovet 1817–1820

## Concordat: archevêques de Toulouse et de Narbonne
- Anne-Antoine-Jules de Clermont-Tonnerre 1820–1830
- Paul-Thérèse-David d'Astros 1830–1851
- Jean-Marie Mioland 1851–1859
- Florian Desprez 1859–1895
- François-Désiré Mathieu 1896–1899
- Jean-Augustin Germain 1899–1928

## XXesiècle: archevêques de Toulouse et de Narbonne, évêques de Comminges et de Rieux
- Jules Saliège, 1928–1956
- Gabriel-Marie Garrone 1956–1966
- Jean Guyot 1966–1978
- André Collini 1978–1996
- Émile Marcus 1996–2006

## XXIesiècle: archevêques de Toulouse, évêques de Comminges et de Rieux
- Robert Le Gall 2006–2021
- Guy de Kerimel depuis 2021

## Évêques auxiliaires
L'archevêque est également aidé d'évêques auxiliaires :
- Jean Raynaud 1916–1937[2]
- Louis de Courrèges d'Ustou 1935–1946
- Jean-Baptiste Brunon 1965–1966
- Sabin Saint-Gaudens 1967–1972
- Hervé Gaschignard 2007–2012
- Jean-Pierre Batut depuis 2023